# Herbert Pilch
Pour les articles homonymes, voir Pilch.
Herbert Leo Pilch (né le 13 février 1927 à Wehlau, province de Prusse-Orientale et mort le 19 avril 2018) est un linguiste, angliste et celtologue allemand. De 1986 à 1988, il est président de l'ÖDP du Bade-Wurtemberg . 

## Carrière
Herbert Pilch étudie les langues anglaises et slaves et obtient son doctorat à l'Université de Kiel en 1951. Il y est ensuite assistant de recherche. De 1953 à 1954, il est chercheur à l'Université Yale, en 1957 il retourne à Kiel. Par la suite, il est professeur agrégé aux universités de Cologne (1959/60) et de Francfort (1960/61). 
De 1961 jusqu'à sa retraite en 1995, il enseigne en tant que professeur de philologie anglaise à l'Université de Fribourg et pendant cette période il occupe de nombreux postes de professeur invité, donc en 1969 en tant que professeur invité à l'Université Monash. En 1984, il reçoit un doctorat honorifique de l'Université de St. Andrews et en 1994 de l'Université de Iasi. En 2008, il reçoit l'ordre du Mérite de la République fédérale d'Allemagne. 

## Carrière politique
En tant que président de l'ÖDP du Bade-Wurtemberg de 1986 à 1988, il se présente aux élections nationales d'avril 1988 lors des élections et obtient 4% des voix dans sa circonscription. Dans les journaux, en particulier pour les réunions des comités fédéraux, cela est reconnu par Herbert Gruhl, qui a fait une déclaration d'honneur pour lui après l'ouverture de la procédure d'arbitrage contre Pilch et les luttes de pouvoir autour de son poste éclatent. Le conseil d'arbitrage de l'État rejette le procès, mais les allégations sont formulées à plusieurs reprises par ses opposants dans un document en circulation. Lors de la conférence suivante de l'État à Plochingen en 1988, Pilch peut s'affirmer en tant que vice-président de l'État. En 1989, il est le premier candidat de l'ÖDP aux élections européennes. Il est considéré comme un représentant de l'aile du parti conservateur. Il est depuis 1993 président national du Unabhängige Ökologen Deutschlands jusqu'en 2001.

## Travaux (sélection)
- Der Untergang des Präverbs ge- im Englischen. Dissertation, Kiel 1951
- Layamons "Brut". Eine literarische Studie. Winter, Heidelberg 1960 (Habilitationsschrift)
- Phonemtheorie. Basel 1964
- Empirical Linguistics. München 1976
- Manual of English Phonetics. München 1994
- Altenglischer Lehrgang + Altenglische Grammatik. München 1970
- Die keltischen Sprachen und Literaturen. Winter, Heidelberg 2007,  (ISBN 978-3-8253-5330-8)